# 劉秉監
劉秉監（1483年—？），字遵教，號印山，江西安福縣人，明朝政治人物。

## 生平
南京工部尚書劉宣子。正德三年（1508年）戊辰科進士，歷官刑部主事，署員外郎，出為河南僉事，大名兵备，任內搗毀地淫祠以千計。嘉靖元年（1522年）升河南副使，仍旧兵备大名，因忤逆權幸，下詔獄，謫韶州府通判。後調知雲南臨安府，未赴任卒，年未滿五十。

## 著作
勤於治學，曾為湛若水弟子，又深信王守仁之說。

## 家族
曾祖刘孟勤，赠通议大夫、太常寺卿。祖刘昭，赠编修，累赠通议大夫、太常寺卿。父劉宣，吏部左侍郎，陞工部尚书。嫡母王氏，封淑人；生母王氏。慈侍下。兄慎、秉常（将仕佐郎、视阅司务）、秉善。